# Скомороська вулиця
Скоморо́ська ву́лиця — вулиця в Шевченківському районі міста Києва, місцевості Арештантські городи, Євбаз. Пролягає від Галицької площі та Жилянської вулиці до Старовокзальної вулиці.

## Історія
Вулиця виникла на початку XX століття (близько 1908 року), під назвою Новокиївська. 1976 року отримала назву вулиця Павла Пестеля, на честь декабриста Павла Пестеля. 
Сучасна назва, що походить від назви малої річки Скоморох, притоки річки Либідь, яка впадає в неї неподалік від вулиці, — з 2023 року.
До кінця 1980-х років пролягала до тупика, 1989 року під час влаштування в кінці Старовокзальної вулиці своєрідної площі для трамвайної кінцевої зупинки вулицю П. Пестеля було виведено саме туди.

## Забудова
Будинок № 4 — це територія старої митниці, де збереглися старі митні склади, споруджені ще на початку ХХ століття. На непарному боці збереглося декілька будинків цього ж періоду.

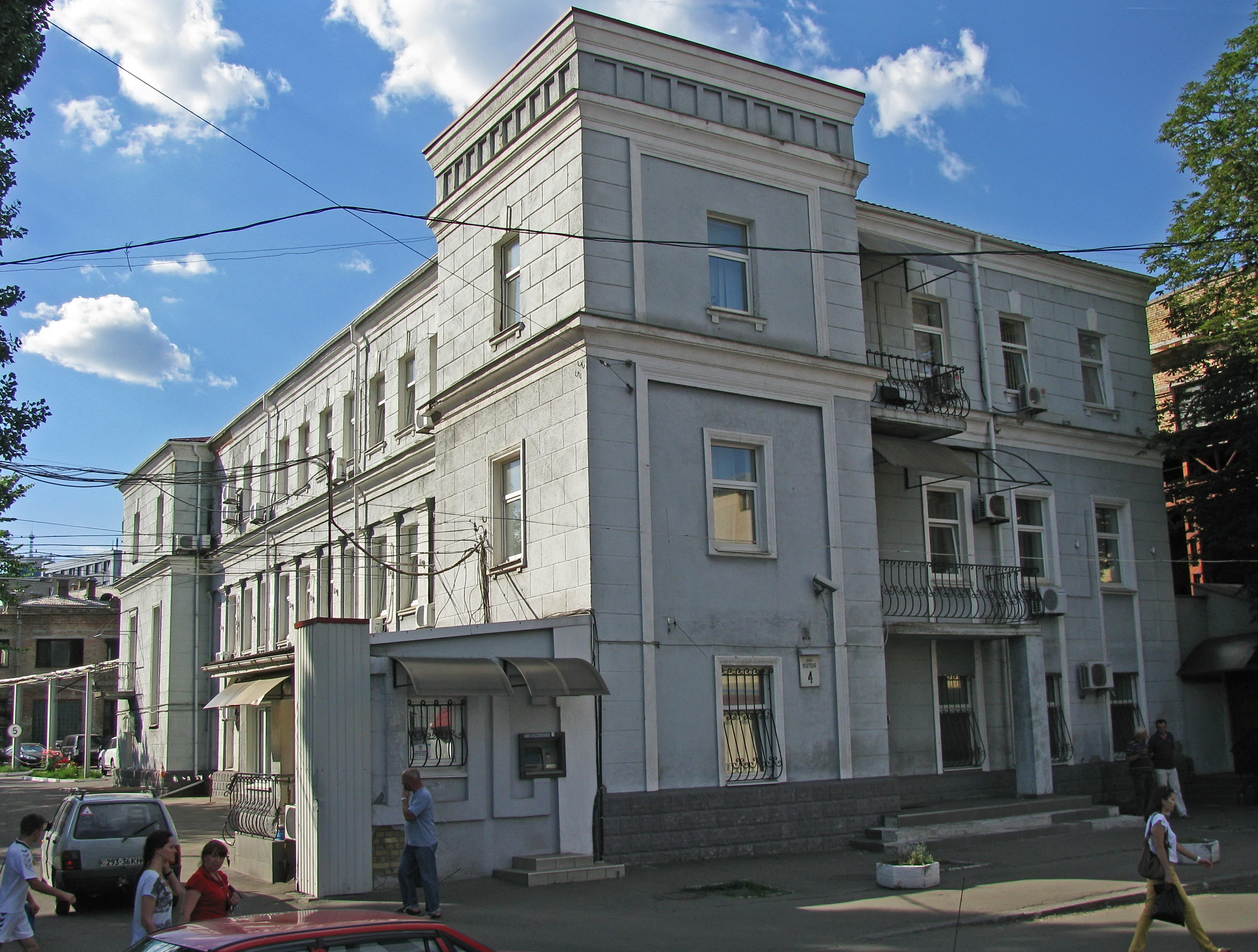
Адміністративний будинок митниці
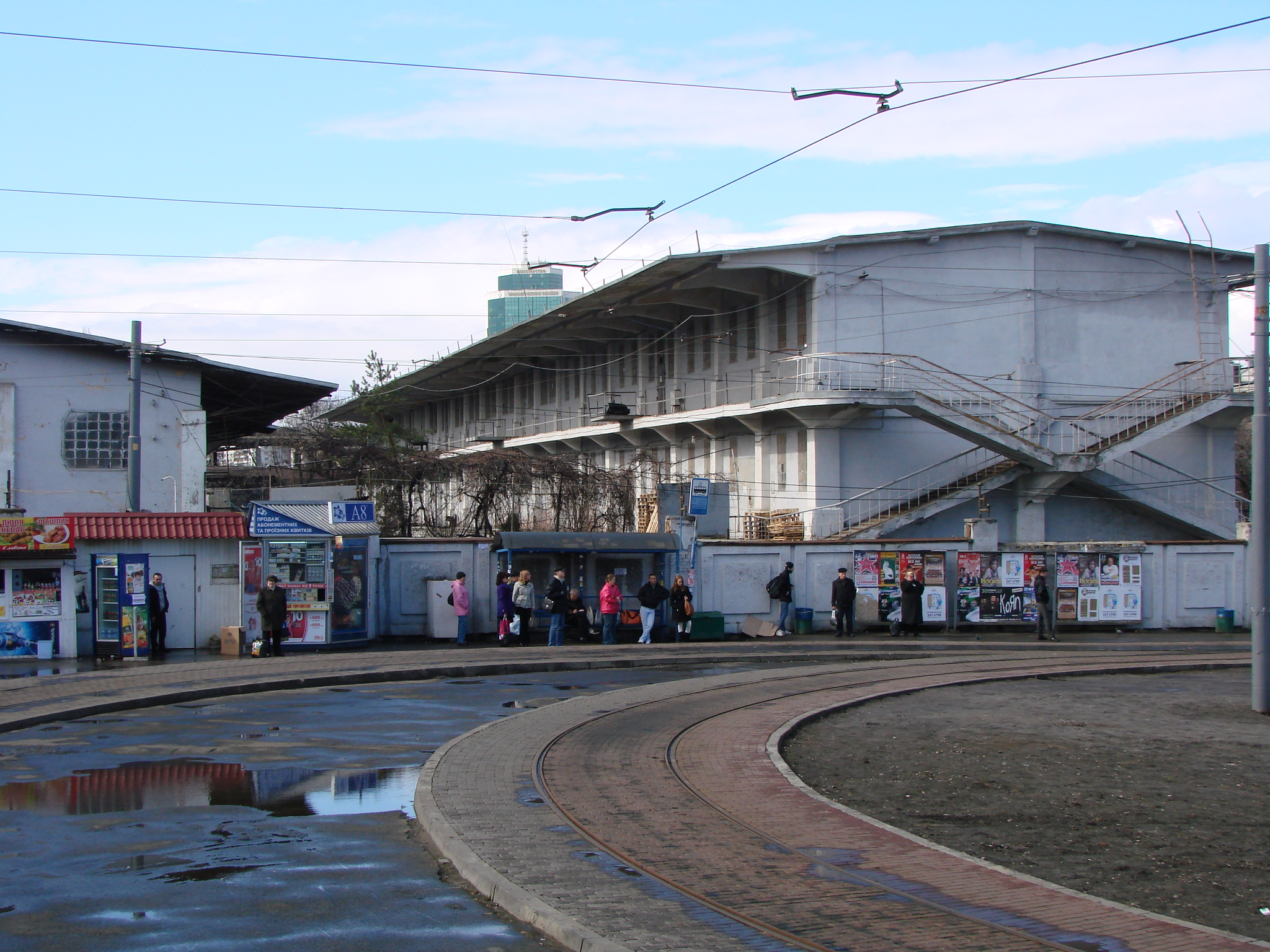
Пакгауз будинок митниці